# Sistemas de armazenagem

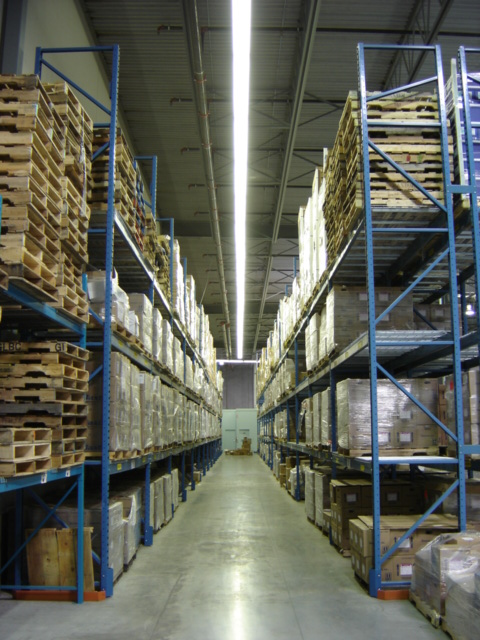
Estante convencional para paletes

Sistemas de armazenagem são conjuntos de equipamentos que servem para arrumar, de forma conveniente, as matérias-primas ou produtos acabados, quer manualmente, quer utilizando equipamentos de movimentação de materiais como, por exemplo, empilhadoras e porta-paletes. Existem vários tipos de sistemas de armazenagem, utilizados de acordo com o tipo de produto a armazenar e área disponível, entre outros parâmetros (Guerra, 2007).
Para se determinar qual o melhor sistema de armazenagem, em primeiro lugar deve atender-se às características do produto, isto é, o seu peso, dimensões e a possibilidade ou impossibilidade de junção em paletes. De seguida, deve observar-se as condições do espaço, tais como, o pé direito e as condições do piso. Por fim deve ter-se em atenção as condições operacionais, como por exemplo, a selectividade do produto e a quantidade de itens a armazenar. (Sistemas, 2005, p. 4).

## Equipamento

### Armazenagem de produtos pesados

#### Estante convencional para paletes

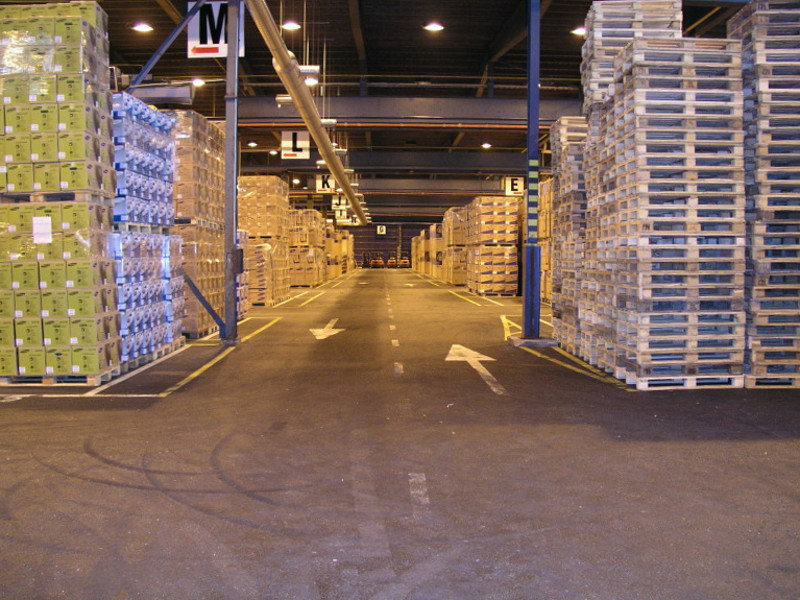
À esquerda mercadorias carregadas em paletes, e à direita paletes empilhadas sem cargas

É um sistema utilizado principalmente para a armazenagem de cargas paletizadas. É uma estrutura pesada, que permite uma elevada selectividade, visto que as paletes são colocadas e retiradas individualmente pelas empilhadoras. Este sistema tem uma série de vantagens, como por exemplo.
1. Possibilita a localização e a movimentação de qualquer palete sem que seja necessário mover as outras;
2. Permite a arrumação de uma grande variedade de produtos;
3. Faculta planos de apoio de diversas alturas;
4. Ajusta-se a cargas de rotação relativamente elevada;
5. Pode ser facilmente montado e desmontado;
6. É compatível com a maior parte dos equipamentos de movimentação e com a maioria dos tipos de pisos industriais.
7. Protege a mercadoria contra estragos;
8. Permite um melhor aproveitamento do pé-direito;

Possui no entanto também algumas desvantagens, tais como:
1. Para um pé-direito superior a 8 metros há necessidade de se utilizar equipamentos especiais;
2. Baixa densidade de stock devido à necessidade de corredores para a circulação das empilhadoras;
3. Obriga a um layout bem definido;

#### Estante para paletesdrive-inoudrive-through
Consiste num bloco de estruturas contínuas com corredores, é utilizado quando a carga pode ser paletizada, é pouco variada e não necessita de alta selectividade ou velocidade. Os componentes deste sistema de armazenagem são bastante semelhantes aos da estante convencional para paletes, no entanto esta estrutura apresenta uma maior fragilidade, pois é bastante instável, necessitando de algumas exigências extras para a estabilizar.
Neste tipo de estruturas, como a selectividade é baixa, a retirada das paletes é feita de uma forma mais lenta.
A principal diferença entre o drive-in e o drive-thru, é que no primeiro a arrumação da estrutura impossibilita a empilhadora de atravessar os corredores, enquanto que no segundo essa movimentação já é possível pois a arrumação é feita na parte superior.
Estes tipos de estrutura são utilizados principalmente quando o aproveitamento do espaço é mais importante que a agilidade no processo de armazenamento
```
Estante para palete 
push-back
```

semelhantes ao drive-in utilizado para cargas paletizadas. As paletes são colocadas em trilhos que possuem uma leve inclinação, e a primeira palete colocada é empurrada para trás pela segunda, e assim sucessivamente.
Quando se procede à retirada das paletes, como a pista de carga é um pouco inclinada, possibilita o controlo da velocidade da palete por parte do operador da empilhadora.
Quando se retira uma palete, as outras descem a pista, ficando sempre uma palete na parte frontal. Esta característica faz aumentar a selectividade desta estrutura, no entanto como é composta por um complexo sistema de trilhos, o número de posições paletes na profundidade é de apenas 2 a 5 paletes.
```
 confeccionados em aços os sistemas de armazenagem são equipamentos de acondicionamento de matéria-prima ou produtos acabados, por meio manual ou por equipamentos de movimentação, tais como: empilhadeira, trans elevadores, etc...
  Existem diversos tipos de equipamentos de armazenagem que são utilizados de acordo com alguns critérios a serem analisados tais como: tipo de produto a ser armazenado, área disponível, etc...
  Diante os tipos de sistemas de armazenagem mais comuns no mercado pode citar:
```

#### Estante para palete dinâmica
Designada, em inglês, por live storage ou gravity flow rack, é um sistema muito parecido com o push-back na sua selectividade e densidade de armazenagem. O tipo de paletes utilizados neste tipo de estrutura é muito importante, visto que, o que vai determinar o perfeito funcionamento do sistema, sem risco de paragens ou quebras, é o bom apoio das paletes nos roletes.
A operação deste sistema faz-se colocando-se uma palete numa extremidade da pista, e devido à inclinação da pista, esta vai deslizando até à extremidade oposta da estrutura. Aqui, a primeira palete a entrar será obrigatoriamente a primeira a sair. A velocidade neste sistema é mais elevada do que no drive-in ou no push-back, visto que o operador não tem qualquer controlo sobre a velocidade de fluxo da carga, esta velocidade é imposta pelos roletes ou rodízios do sistema de freios.

#### Cantilever
O Sistema de Armazenagem do tipo Cantilever é o ideal para o armazenamento não paletizados de materiais de grande comprimento, sendo estes, geralmente, em formato tubular e/ou em barra. Permite fácil acesso para colocação e retirada dos materiais estocados, sendo, ainda, uma estrutura completamente desmontável.

### Armazenagem de produtos leves

#### Estantes
É o tipo de estrutura que se utiliza para o armazenamento de produtos com pequeno volume e peso, não paletizados e com armazenamento manual (Sistemas, 2005, p. 21).

#### Estantes de grande comprimento
É um sistema utilizado basicamente para o armazenamento de cargas leves mas que simultaneamente possuem um tamanho relativamente grande. Esta é uma estrutura intermediária entre as estantes e as estantes para paletes (Sistemas, 2005, p. 4).

#### Estantesflow-rack
Esta estrutura é utilizada para o armazeamento de cargas leves (caixas). Neste sistema o produto é colocado num plano inclinado com trilhos e este desliza até à outra extremidade do trilho (Sistemas, 2005, p. 4).

#### Estantes em dois andares
Esta é a denominação que se dá às estantes convencionais que tem uma grande altura, e que estão posicionadas em conjuntos formando corredores, sendo o acesso à parte superior feito através de uma escada.
A principal vantagem deste sistema é a junção das principais características das estantes leves (o armazenamento manual, a selectividade, o baixo custo) com a possibilidade de aproveitamento máximo da altura (Sistemas, 2005, p. 25).

### Organização e multiplicação do espaço

#### Mezanino
É usado para a duplicação de uma determinada área, dividindo-se o espaço verticalmente com a colocação de pisos intermediários. Como sistema de armazenagem é utilizado para cargas a granel das quais são exemplo as caixas soltas (Sistemas, 2005, p. 5).

#### Divisórias
São utilizadas para se fazer a divisão de ambientes is, organizando-se desta forma o espaço em áreas, sendo possível a colocação de portas ou guichets (Sistemas, 2005, p. 5).

## O sistema WMS¹
Um dos métodos de sistemas de armazenagem mais utilizados pelas indústrias modernas é o Sistema WMS.
Existem diversos benefícios para indústria que usa o sistema WMS, que vão desde o sistema de gestão de armazéns, até as atividades operacionais e fluxo de materiais.
Grandes empresas, sejam elas indústrias, atacadistas, varejistas e operadores logísticos utilizam o sistema WMS. O controle de impressão e aplicação de etiquetas de código de barras, definição de linhas e postos de trabalho e a coleta de dados automática são só alguns dos benefícios gerados para empresa que usa sistema WMS.
Recepção, armazenamento e expedição são bons exemplos de atividades que são muito facilitadas para quem usa o sistema de armazenamento WMS. Há relatos de indústrias que garantem ter melhorado até 50% em sua produtividade após implantar o sistema.
Além de ter controle da entrada e saída de peças ou mercadorias, o controle individual ou coletivo de produção, e o fim das reclamações por parte dos clientes, o sistema WMS faz com que se melhore a produtividade, gerando uma vantagem competitiva para a indústria perante seus concorrentes.

## Utilização do espaço versus velocidade
Umas das maiores preocupações de quem trabalha na área de armazenagem é conseguir minimizar a superfície utilizada, sem que a velocidade de expedição seja afetada, isto porque, quanto mais pedidos de clientes forem atendidos, mais se vende e consequentemente o lucro para a empresa é maior.
Esta conciliação é cada vez mais difícil de conseguir, porque quando se procuram soluções economizadoras do espaço, isto é, quando se tenta implementar medidas de aproveitamento das profundidades e das alturas, acrescem as dificuldades de acesso aos produtos, o que faz com que a resposta aos pedidos fique comprometida.
Existem variadíssimas formas e equipamentos de armazenagem, desde a armazenagem por empilhamento, as estantes para paletes de profundidade simples ou dupla, as estantes drive-in, drive- thru, push back, sistemas dinâmicos ou automáticos. Perante tanta oferta é por vezes importante analisar qual a melhor solução para que a tal conciliação entre o espaço e a velocidade seja conseguida. Chegou-se então à conclusão que a melhor solução é optar por uma mistura de toda esta oferta, aproveitando-se as vantagens de cada um, atendendo sempre às características de giro e volume das mercadorias que se pretende armazenar. Considerando-se a situação em que os materiais possuem um elevado giro, a solução mais indicada é estes serem armazenados por empilhamento junto às docas de expedição, ou então serem colocados em estantes para paletes de profundidade simples. Quando os materiais têm um elevado giro de movimentação assim como elevado volume, a utilização de sistemas dinâmicos será a opção economicamente mais plausível.
Quando se trata de mercadorias de médio giro, em que simultaneamente existe um número de paletes para armazenar superior a cinco, o push-back é o mais recomendado, isto se a premissa inerente a este sistema, de que o primeiro a entrar é o último a sair, não afectar o produto. Mercadorias com baixo giro de movimentação, devem ser armazenados em estantes para paletes e nos níveis mais elevados. A solução do drive-in é indicada para armazéns frigoríficos, onde o aproveitamento do espaço é a prioridade, devido aos elevadíssimos custos associados à infra-estrutura e energia eléctrica.
Em armazéns, nos quais existe uma política de combate ao desperdício a todos os níveis, os resultados obtidos têm sido excelentes, visto que a capacidade de armazenagem consegue ser aumentada de 15 a 25 por cento, sem que a velocidade de expedição seja prejudicada (Neves)

## Armazenagem por empilhamento
A armazenagem por empilhamento consiste em colocar as unidades de carga em pilhas nas filas de armazenamento. É utilizado quando se precisa armazenar grandes quantidades de determinados produtos, e quando é possível empilha-los até uma altura razoável sem que estes se esmaguem. É bastante utilizado no armazenamento de alimentos, bebidas, electrodomésticos, produtos de papel, entre outros. Este sistema de armazenamento implica uma grande utilização de espaço, mas em contrapartida não envolve grande investimento. Quando se procede à retirada de um lote de produto, durante um ciclo, podem surgir vagas nas filas de armazenagem, no entanto essas vagas não podem ser preenchidas por outros lotes, até que todas as cargas tenham sido retiradas da fila, isto para se conseguir uma rotação FIFO.
O projecto de uma armazenagem por empilhamento é caracterizado pela profundidade de fila de armazenagem, o número de filas de armazenagem necessárias para um dado lote de produto e a altura da pilha.
Considere-se a seguinte notação (Tompkins, 1996, p. 554-560):
{\displaystyle S} = quantidade média de área no chão necessária durante a permanência de um lote no armazém;
{\displaystyle S_{BS}} = quantidade média de área no chão necessária, com empilhamento e sem stock de segurança;
{\displaystyle Q} = tamanho do lote a armazenar, em unidades de carga;
{\displaystyle W} = largura de uma unidade de carga;
{\displaystyle L} = altura ou profundidade de uma unidade de carga;
{\displaystyle c} = afastamento lateral entre unidades de carga;
{\displaystyle A} = largura do corredor de armazenagem;
{\displaystyle x} = profundidade de uma fila de armazenagem, em unidades de carga;
{\displaystyle z} = altura da pilha, em unidades de carga ou níveis de armazenagem;
{\displaystyle y} = número de filas de armazenagem necessárias para conterem {\displaystyle Q} unidades de carga com empilhamento;
{\displaystyle \eta } = número médio de filas de armazenagem necessárias durante a permanência de um lote no armazém, com empilhamento;

### Semstockde segurança
A quantidade média de área no chão necessária, com empilhamento e sem stock de segurança, é igual à área ocupada no chão por uma fila de armazenagem (incluindo metade do corredor e do afastamento lateral) multiplicada pelo número médio de filas de armazenagem necessárias durante a permanência de um lote de um produto no armazém, isto é, utilizando-se a seguinte fórmula:
```

  

    

      

        

          
S

          

            
B

            
S

          

        

        
=

        
η

        
(

        
W

        
+

        
c

        
)

        
(

        
x

        
L

        
+

        
0

        
,

        
5

        
A

        
)

      

    

    
{\displaystyle S_{BS}=\eta (W+c)(xL+0,5A)}

  

 
 
 
(1)
```

em que
```

  

    

      

        
η

        
=

        
y

        
(

        
2

        
Q

        
−

        
x

        
y

        
z

        
+

        
x

        
z

        
)

        

          
/

        

        
2

        
Q

      

    

    
{\displaystyle \eta =y(2Q-xyz+xz)/2Q}

  

 
 
 
(2)
```

substituindo (2) em (1), obtemos
```

  

    

      

        

          
S

          

            
B

            
S

          

        

        
=

        
y

        
(

        
W

        
+

        
c

        
)

        
(

        
x

        
L

        
+

        
0

        
,

        
5

        
A

        
)

        
(

        
2

        
Q

        
−

        
x

        
y

        
z

        
+

        
x

        
z

        
)

        

          
/

        

        
2

        
Q

      

    

    
{\displaystyle S_{BS}=y(W+c)(xL+0,5A)(2Q-xyz+xz)/2Q}

  

```

É de notar que o valor óptimo não depende nem da largura de uma unidade de carga ({\displaystyle w}), nem do afastamento lateral entre unidades de carga ({\displaystyle c})

#### Aproximação contínua
Quando temos valores elevados de {\displaystyle Q}, podemos utilizar a aproximação contínua de {\displaystyle S_{BS}}, fazendo {\displaystyle Q=xyz}. Substituindo  {\displaystyle y} por  {\displaystyle Q/xz} e {\displaystyle xyz} por {\displaystyle Q}, tem-se:
```

  

    

      

        

          
S

          

            
B

            
S

          

          

            
c

          

        

        
=

        
(

        
W

        
+

        
c

        
)

        
(

        
x

        
L

        
+

        
0

        
,

        
5

        
A

        
)

        
(

        
Q

        
+

        
x

        
z

        
)

        

          
/

        

        
2

        
x

        
z

      

    

    
{\displaystyle S_{BS}^{c}=(W+c)(xL+0,5A)(Q+xz)/2xz}

  

```

Derivando {\displaystyle S_{BS}^{c}} em relação a {\displaystyle x}, igualando o resultado a zero e resolvendo em ordem a {\displaystyle x}, obtém-se a aproximação contínua do valor óptimo de {\displaystyle x}:
```

  

    

      

        

          
x

          

            
B

            
S

          

          

            
c

          

        

        
=

        
[

        
A

        
Q

        

          
/

        

        
2

        
L

        
z

        

          
]

          

            
1

            

              
/

            

            
2

          

        

      

    

    
{\displaystyle x_{BS}^{c}=[AQ/2Lz]^{1/2}}

  

```

### Comstockde segurança
O stock de segurança de um determinado produto obtém-se quando se recebe um lote de substituição antes desse produto estar esgotado, e implica que de um lote que acabou de chegar, não se vai retirar nenhuma palete durante algum tempo.
O modelo de armazenagem por empilhamento é então alterado para que se passe a incluir o stock de segurança ({\displaystyle s}) identificando as condições em que se verifica. Neste caso, o número médio de filas de armazenagem é:
```

  

    

      

        
η

        
=

        
y

        
[

        
2

        
(

        
Q

        
+

        
s

        
)

        
−

        
x

        
y

        
z

        
+

        
x

        
z

        
]

        

          
/

        

        
2

        
(

        
Q

        
+

        
s

        
)

      

    

    
{\displaystyle \eta =y[2(Q+s)-xyz+xz]/2(Q+s)}

  

```

e a área média necessária durante a existência de um lote com stock de segurança {\displaystyle S_{BSSS}} é dada por:
```

  

    

      

        

          
S

          

            
B

            
S

            
S

            
S

          

        

        
=

        
y

        
(

        
W

        
+

        
c

        
)

        
(

        
x

        
L

        
+

        
0

        
,

        
5

        
A

        
)

        
[

        
2

        
(

        
Q

        
+

        
s

        
)

        
−

        
x

        
y

        
z

        
+

        
x

        
z

        
]

        

          
/

        

        
2

        
(

        
Q

        
+

        
s

        
)

      

    

    
{\displaystyle S_{BSSS}=y(W+c)(xL+0,5A)[2(Q+s)-xyz+xz]/2(Q+s)}

  

```

É de notar que o denominador é o dobro do tempo de ciclo e não duas vezes o tamanho do lote.

#### Aproximação contínua
A aproximação contínua da situação com stock de segurança obtém-se substituindo, da mesma forma, {\displaystyle y} por {\displaystyle Q/xz} e {\displaystyle xyz} por {\displaystyle Q}, na equação de {\displaystyle S_{BSSS}}. Resultam as seguintes expressões para a quantidade média de espaço e da profundidade óptima da fila:
```

  

    

      

        

          
S

          

            
B

            
S

            
S

            
S

          

          

            
c

          

        

        
=

        
Q

        
(

        
W

        
+

        
c

        
)

        
(

        
x

        
L

        
+

        
0

        
,

        
5

        
A

        
)

        
(

        
Q

        
+

        
2

        
s

        
+

        
x

        
z

        
)

        

          
/

        

        
2

        
(

        
Q

        
+

        
s

        
)

        
x

        
z

      

    

    
{\displaystyle S_{BSSS}^{c}=Q(W+c)(xL+0,5A)(Q+2s+xz)/2(Q+s)xz}

  

```

```

  

    

      

        

          
x

          

            
B

            
S

            
S

            
S

          

          

            
c

          

        

        
=

        
[

        
(

        
A

        
(

        
Q

        
+

        
2

        
s

        
)

        

          
/

        

        
2

        
L

        
z

        
)

        

          
]

          

            
1

            

              
/

            

            
2

          

        

      

    

    
{\displaystyle x_{BSSS}^{c}=[(A(Q+2s)/2Lz)]^{1/2}}

  

```

## Armazenagem em profundidade
Esta forma de armazenagem é bastante parecida com a armazenagem por empilhamento, com a diferença que cada unidade de carga não se apoia em nenhuma outra, logo nesta situação não há perdas de espaço vertical. É um modo de armazenagem com uma elevada densidade, indicado para quando se querem armazenar grandes quantidades, visto que podem ser armazenadas dez ou mais unidades de carga numa única fila. Neste método a entrada e saída de carga é feita pelo mesmo lado da fila, com uma sequência LIFO.
Na armazenagem em profundidade, as filas são independentes umas das outras, tanto na vertical como na horizontal, e a área correspondente a uma fila é inversamente proporcional à altura da armazenagem.
Consideremos a seguinte notação (Tompkins, 1996, p. 560-561):
{\displaystyle \xi } = número médio de filas de armazenagem em profundidade necessárias durante a permanência de um lote no armazém;
{\displaystyle r} = largura da prumada das estantes;
{\displaystyle f} = profundidade do espaço de ventilação entre as traseiras das filas de armazenagem;
{\displaystyle \upsilon } = número de filas de armazenagem em profundidade necessárias para Q unidades de carga.
Podemos então calcular a quantidade média de área necessária no chão, com armazenagem em profundidade e stock de segurança do seguinte modo:
```

  

    

      

        

          
S

          

            
D

            
L

            
S

            
S

          

        

        
=

        
ξ

        
(

        
W

        
+

        
2

        
c

        
+

        
r

        
)

        
[

        
x

        
L

        
+

        
0

        
,

        
5

        
(

        
A

        
+

        
f

        
)

        
]

        

          
/

        

        
z

      

    

    
{\displaystyle S_{DLSS}=\xi (W+2c+r)[xL+0,5(A+f)]/z}

  

  (3)
```

em que:
```

  

    

      

        
ξ

        
=

        
υ

        
[

        
2

        
(

        
Q

        
+

        
s

        
)

        
−

        
x

        
υ

        
+

        
x

        
]

        

          
/

        

        
2

        
(

        
Q

        
+

        
s

        
)

      

    

    
{\displaystyle \xi =\upsilon [2(Q+s)-x\upsilon +x]/2(Q+s)}

  

   (4)
```

Substituindo (4) em (3), temos que:
```

  

    

      

        

          
S

          

            
D

            
L

            
S

            
S

          

        

        
=

        
υ

        
(

        
W

        
+

        
2

        
c

        
+

        
r

        
)

        
[

        
x

        
L

        
+

        
0

        
,

        
5

        
(

        
A

        
+

        
f

        
)

        
]

        
[

        
2

        
(

        
Q

        
+

        
s

        
)

        
−

        
x

        
υ

        
+

        
x

        
]

        

          
/

        

        
2

        
(

        
Q

        
+

        
s

        
)

        
z

      

    

    
{\displaystyle S_{DLSS}=\upsilon (W+2c+r)[xL+0,5(A+f)][2(Q+s)-x\upsilon +x]/2(Q+s)z}

  

```

### Aproximação contínua
A aproximação contínua para a armazenagem em profundidade com stock de segurança é obtida calculando:
```

  

    

      

        

          
S

          

            
D

            
L

            
S

            
S

          

          

            
c

          

        

        
=

        
Q

        
(

        
W

        
+

        
2

        
c

        
+

        
r

        
)

        
[

        
x

        
L

        
+

        
0

        
,

        
5

        
(

        
A

        
+

        
f

        
)

        
]

        
(

        
Q

        
+

        
2

        
s

        
+

        
x

        
)

        

          
/

        

        
2

        
(

        
Q

        
+

        
s

        
)

        
z

      

    

    
{\displaystyle S_{DLSS}^{c}=Q(W+2c+r)[xL+0,5(A+f)](Q+2s+x)/2(Q+s)z}

  

```

```

  

    

      

        

          
x

          

            
D

            
L

            
S

            
S

          

          

            
c

          

        

        
=

        
[

        
(

        
A

        
+

        
f

        
)

        
(

        
Q

        
+

        
2

        
s

        
)

        

          
/

        

        
2

        
L

        

          
]

          

            
1

            

              
/

            

            
2

          

        

      

    

    
{\displaystyle x_{DLSS}^{c}=[(A+f)(Q+2s)/2L]^{1/2}}

  

```

## Estantes para paletes
Existem dois tipos de estantes para paletes, as de profundidade simples e as de profundidade dupla, sendo que estas podem ser considerados casos especiais de armazenamento em profundidade com {\displaystyle x} = 1 e {\displaystyle x} = 2, respectivamente (Tompkins, 1996, p. 562-564).

### Profundidade dupla
A largura  e a profundidade da vista acima de uma estante para paletes de profundidade dupla é dada por {\displaystyle W+1,5c+0,5r} e {\displaystyle 2L+0,5(A+f)} respectivamente. Assim temos que a quantidade média de área no chão necessária, com armazenagem de profundidade dupla e stock de segurança, é dada por:
```

  

    

      

        

          
S

          

            
D

            
D

            
S

            
S

          

        

        
=

        
υ

        
(

        
W

        
+

        
1

        
,

        
5

        
c

        
+

        
0

        
,

        
5

        
r

        
)

        
[

        
2

        
L

        
+

        
0

        
,

        
5

        
(

        
A

        
+

        
f

        
)

        
]

        
[

        
2

        
(

        
Q

        
+

        
s

        
)

        
−

        
2

        
υ

        
+

        
2

        
)

        
]

        

          
/

        

        
2

        
(

        
Q

        
+

        
s

        
)

        
z

      

    

    
{\displaystyle S_{DDSS}=\upsilon (W+1,5c+0,5r)[2L+0,5(A+f)][2(Q+s)-2\upsilon +2)]/2(Q+s)z}

  

```

e sem stock de segurança é dada por:
```

  

    

      

        

          
S

          

            
D

            
D

          

        

        
=

        
υ

        
(

        
W

        
+

        
1

        
,

        
5

        
c

        
+

        
0

        
,

        
5

        
r

        
)

        
[

        
2

        
L

        
+

        
0

        
,

        
5

        
(

        
A

        
+

        
f

        
)

        
]

        
(

        
Q

        
−

        
υ

        
+

        
1

        
)

        

          
/

        

        
Q

        
z

      

    

    
{\displaystyle S_{DD}=\upsilon (W+1,5c+0,5r)[2L+0,5(A+f)](Q-\upsilon +1)/Qz}

  

```

Uma vez que a profundidade de armazenagem é conhecida, se {\displaystyle Q} é par temos que {\displaystyle \upsilon } é igual a {\displaystyle Q/2}, e se {\displaystyle Q} é impar temos {\displaystyle (Q+1)/2}. Assim chegamos às seguintes equações, se {\displaystyle Q} for par:
```

  

    

      

        

          
S

          

            
D

            
D

            
S

            
S

          

        

        
=

        
Q

        
(

        
W

        
+

        
1

        
,

        
5

        
c

        
+

        
0

        
,

        
5

        
r

        
)

        
[

        
2

        
L

        
+

        
0

        
,

        
5

        
(

        
A

        
+

        
f

        
)

        
]

        
(

        
Q

        
+

        
2

        
s

        
+

        
2

        
)

        

          
/

        

        
4

        
(

        
Q

        
+

        
s

        
)

        
z

      

    

    
{\displaystyle S_{DDSS}=Q(W+1,5c+0,5r)[2L+0,5(A+f)](Q+2s+2)/4(Q+s)z}

  

```

e
```

  

    

      

        

          
S

          

            
D

            
D

          

        

        
=

        
(

        
W

        
+

        
1

        
,

        
5

        
c

        
+

        
0

        
,

        
5

        
r

        
)

        
[

        
2

        
L

        
+

        
0

        
,

        
5

        
(

        
A

        
+

        
f

        
)

        
]

        
(

        
Q

        
+

        
2

        
)

        

          
/

        

        
4

        
z

      

    

    
{\displaystyle S_{DD}=(W+1,5c+0,5r)[2L+0,5(A+f)](Q+2)/4z}

  

```

Se {\displaystyle Q} for impar temos:
```

  

    

      

        

          
S

          

            
D

            
D

            
S

            
S

          

        

        
=

        
(

        
Q

        
+

        
1

        
)

        
(

        
W

        
+

        
1

        
,

        
5

        
c

        
+

        
0

        
,

        
5

        
r

        
)

        
[

        
2

        
L

        
−

        
0

        
,

        
5

        
(

        
A

        
+

        
f

        
)

        
]

        
(

        
Q

        
+

        
2

        
s

        
+

        
1

        
)

        

          
/

        

        
4

        
(

        
Q

        
+

        
s

        
)

        
z

      

    

    
{\displaystyle S_{DDSS}=(Q+1)(W+1,5c+0,5r)[2L-0,5(A+f)](Q+2s+1)/4(Q+s)z}

  

```

```

  

    

      

        

          
S

          

            
D

            
D

          

        

        
=

        
(

        
W

        
+

        
1

        
,

        
5

        
c

        
+

        
0

        
,

        
5

        
r

        
)

        
[

        
2

        
L

        
+

        
0

        
,

        
5

        
(

        
A

        
+

        
f

        
)

        
]

        
(

        
Q

        
+

        
1

        

          
)

          

            
2

          

        

        

          
/

        

        
4

        
Q

        
z

      

    

    
{\displaystyle S_{DD}=(W+1,5c+0,5r)[2L+0,5(A+f)](Q+1)^{2}/4Qz}

  

```

### Profundidade simples
Para se determinar a quantidade média de área no chão necessária em armazéns com estantes para paletes de profundidade simples temos que, a profundidade da vista de cima é igual a {\displaystyle L+0,5(A+f)}, e a largura é a mesma que para a estante de profundidade dupla.
Se tivermos, {\displaystyle x} = 1 e  {\displaystyle \upsilon } = {\displaystyle Q}, fazemos as alterações necessárias nas equações para o armazenamento em profundidade dupla, e temos que a quantidade média de área no chão necessária para estantes para paletes de profundidade simples, com stock de segurança, é igual a:
```

  

    

      

        

          
S

          

            
S

            
D

            
S

            
S

          

        

        
=

        
Q

        
(

        
W

        
+

        
1

        
,

        
5

        
c

        
+

        
0

        
,

        
5

        
r

        
)

        
[

        
L

        
+

        
0

        
,

        
5

        
(

        
A

        
+

        
f

        
)

        
]

        
(

        
Q

        
+

        
2

        
s

        
+

        
1

        
)

        

          
/

        

        
2

        
(

        
Q

        
+

        
s

        
)

        
z

      

    

    
{\displaystyle S_{SDSS}=Q(W+1,5c+0,5r)[L+0,5(A+f)](Q+2s+1)/2(Q+s)z}

  

```

e sem stock de segurança é igual a
```

  

    

      

        

          
S

          

            
S

            
D

          

        

        
=

        
(

        
W

        
+

        
1

        
,

        
5

        
c

        
+

        
0

        
,

        
5

        
r

        
)

        
[

        
L

        
+

        
0

        
,

        
5

        
(

        
A

        
+

        
f

        
)

        
]

        
(

        
Q

        
+

        
1

        
)

        

          
/

        

        
2

        
z

      

    

    
{\displaystyle S_{SD}=(W+1,5c+0,5r)[L+0,5(A+f)](Q+1)/2z}

  

```

## Sistemas de armazenagem automática (AS/RS)
Um sistema de armazenagem automática é definido, segundo a secção do produto do AS/RS do Material Handling Industry of America (MHIA), como sendo um sistema de arrumação que utiliza máquinas de caminhos fixos, que circulam sobre um ou mais carris, entre as várias estantes de arrumação (Tompkins, 1996, p. 242).